# إدارة بوليفار
إدارة بوليفار واحدة من 32 إدارة في كولومبيا، تقع شمال البلاد، وتبلغ مساحتها 25978كم2 وتمتد تقريبا من الشمال إلى الجنوب على ساحل البحر الكاريبي عند كارتاهينا بالقرب من مصب نهر ماجدالينا، ومن الجنوب على طول النهر إلى الحدود مع إدارة أنتيوكيا.